# الکهارت (آیووا)
الکهارت (به انگلیسی: Elkhart) شهری در ایالت آیووا کشور ایالات متحده آمریکا است که جمعیت آن در سرشماری سال ۲۰۱۰ میلادی، ۶۸۳ نفر بوده‌است.